# Deraeocoris rubripes
Deraeocoris rubripes är en insektsart som beskrevs av Kelton 1980. Deraeocoris rubripes ingår i släktet Deraeocoris och familjen ängsskinnbaggar. Inga underarter finns listade i Catalogue of Life.